# 火の国サラマンダーズの選手一覧
火の国サラマンダーズの選手一覧（ひのくにサラマンダーズのせんしゅいちらん）は九州アジアリーグの火の国サラマンダーズに所属する選手、およびかつて所属していた主な選手の一覧である。

## 監督・コーチ
| 背番号 | 名前     | 役職                                         |
| ------ | -------- | -------------------------------------------- |
| 70     | 小斉祐輔 | 監督                                         |
| 20     | 荒西祐大 | ヘッドコーチ（選手兼任）                     |
| 29     | 大﨑太貴 | 野手総合コーチ（マネージャー補佐兼選手兼任） |

## 所属選手
※備考欄の「移籍」はリーグより移籍選手として公示されたもの。
それ以外の前年リーグ内他球団所属者は「前年は××に所属」と記載。

### 投手
| 背番号 | 選手名                                         | 投 | 打 | 備考                                        |
| ------ | ---------------------------------------------- | -- | -- | ------------------------------------------- |
| 10     | 堀田智貴                                       | 右 | 左 | 2025年度新入団                              |
| 11     | 新垣栄思                                       | 右 | 左 | 2025年度新入団                              |
| 16     | 舘野朝陽                                       | 右 | 右 | 背番号26から変更                            |
| 17     | 田島和礼                                       | 左 | 左 |                                             |
| 18     | 丹翔也                                         | 右 | 右 | 背番号14から変更                            |
| 19     | 波多野陸哉                                     | 右 | 右 |                                             |
| 20     | 荒西祐大                                       | 右 | 右 | ヘッドコーチ兼任 元・オリックスバファローズ |
| 21     | 北村汐音                                       | 左 | 左 | 2025年度新入団                              |
| 22     | 吉村大佑                                       | 右 | 右 |                                             |
| 35     | 福田翔大                                       | 右 | 右 | 2025年度新入団                              |
| 41     | 遠藤郁真                                       | 右 | 左 |                                             |
| 56     | 谷岡楓太                                       | 右 | 右 | 2025年度新入団 元・オリックスバファローズ   |
| 66     | 山田将生                                       | 右 | 左 |                                             |
| 99     | ワンディーフランシスコ・アブレイユ・ベルトレイ | 右 | 右 | 2025年度新入団 登録名「ワンディー」         |

### 捕手
| 背番号 | 選手名   | 投 | 打 | 備考           |
| ------ | -------- | -- | -- | -------------- |
| 7      | 有田光輝 | 右 | 右 |                |
| 27     | 磧大輔   | 右 | 右 | 2025年度新入団 |
| 62     | 中庭永勝 | 右 | 右 | 2025年度新入団 |

### 内野手
| 背番号 | 選手名     | 投 | 打 | 備考                                           |
| ------ | ---------- | -- | -- | ---------------------------------------------- |
| 00     | 大嶌遼之介 | 右 | 左 | 2025年度新入団                                 |
| 0      | 藤原大夢   | 右 | 左 |                                                |
| 3      | 藤井隆斗   | 右 | 左 | 2025年度新入団                                 |
| 6      | 薗佑海     | 右 | 右 | 2025年度新入団                                 |
| 9      | 法村優雅   | 右 | 両 | 2025年度新入団                                 |
| 23     | 中川真兵   | 右 | 左 | 2025年度新入団 登録名「真兵」 前年は大分に所属 |
| 44     | 松山佳暉   | 右 | 左 | 2025年度新入団                                 |
| 51     | 松本倫之介 | 右 | 左 | 2025年度新入団                                 |

### 外野手
| 背番号 | 選手名     | 投 | 打 | 備考           |
| ------ | ---------- | -- | -- | -------------- |
| 1      | 古屋旺星   | 右 | 右 | 2025年度新入団 |
| 2      | 小林優輝   | 右 | 右 |                |
| 5      | 池内匠生   | 右 | 左 | 2025年度新入団 |
| 29     | 大﨑太貴   | 右 | 左 | コーチ兼任     |
| 42     | 大城戸遵斗 | 左 | 左 |                |
| 55     | 渡邉倫太朗 | 右 | 右 | 2025年度新入団 |

## 過去に在籍していた主な選手

### NPB入団選手
※年はNPB入団前の最終所属年度。当球団から直接入団した選手に限る。
- 2021年
  - 小窪哲也 - 千葉ロッテマリーンズ（2021年途中 - 同年終了、元・広島東洋カープ）
  - 石森大誠 - 中日ドラゴンズ（ドラフト3位、2022年 - 2024年）
- 2024年
  - 中川拓真 - 東京ヤクルトスワローズ（2024年途中 - 、元・オリックス・バファローズ）

### その他
- 芦谷汰貴 - 最多勝利、最優秀防御率、最多奪三振、MVP（2022年）、初の九州大学出身プロ野球選手[1]
- 大﨑太貴 - ベストナイン（2023年）
- 猪口雄大 - 選手兼任コーチ（2022年からの登録名：PIG BOSS）、2023年は専任コーチ
- 日下部光 - 選手兼任コーチ、退団後にSHIGA HIJUMPS選手兼任監督
- 佐野太河
- 下川智隆 - 最多勝利（2023年）
- 瀬戸口樹 - 初代主将、選手兼任外野守備・走塁コーチ兼任
- 髙山凌 - 首位打者（2021年）、最多盗塁（2021年）
- 仲村来唯也
- 中山翔太 - 元・東京ヤクルトスワローズ、ベストナイン（2023年）
- 橋詰循 - 最優秀中継ぎ（2022年）
- 広畑塁 - 元・読売ジャイアンツ、野手総合コーチ兼任
- 深草駿哉 - MVP、ベストナイン（2023年）。現・くふうハヤテベンチャーズ静岡
- 藤岡好明 - 元横浜DeNAベイスターズ、投手コーチ兼任。現・くふうハヤテベンチャーズ静岡
- 松江優作 - 最優秀防御率、最多奪三振（2024年）、ベストナイン（先発投手・2023年）
- 松尾大河 - 元・横浜DeNAベイスターズ、登録名「大河」
- 水本大志 - 最多本塁打（2021年）、最多打点（2021年・2022年）
- 宮澤怜士 - 最多勝利（2021年・2023年）、最優秀防御率（2021年）、最多奪三振（2021年）。退団後はFeather Home HORNETSに所属。
- イスラエル・モタ - 元・読売ジャイアンツ、最多本塁打（2022年・2024年）、最多打点（2024年）
- 安井勇輝
- 山口翔 - 元・広島東洋カープ
- 山科颯太郎
- 吉村裕基 - 元・福岡ソフトバンクホークス、選手兼任コーチとして在籍

## 歴代監督
- 細川亨（2021年）
- 馬原孝浩 （2022年 - 2023年）
- ボビー・ローズ （2024年）
- 荒西祐大（代行、2024年）